# トヨタ・タウンエースノア
タウンエース ノア（TOWNACE NOAH）は、トヨタ自動車が販売していたミニバンである。製造委託先はダイハツ工業。

## 概要
1996年にモデルチェンジされたトヨタ・タウンエースのワゴンである。
グレード構成
- ロイヤルラウンジ 7人乗り（マイナーチェンジで8人乗り追加）

(標準ルーフ、スペーシャスルーフ)
- スーパーエクストラ 8人乗り

(標準ルーフ、スペーシャスルーフ)
- フィールドツアラー 8人乗り

(ルーフレール付標準ルーフ)
- ロードツアラー 8人乗り

(ルーフレール付標準ルーフ)
- LD 8人乗り

(標準ルーフ)
- SW 5人乗り

(スペーシャスルーフ)
エクストラには特別仕様車としてリモ、リミテッドを設定。モデル末期にはリモ改めリモナビスペシャル、スペシャルエディション、ロードツアラーリミテッドを設定
先代モデルにあったスカイライトルーフは廃止。スペーシャスルーフとルーフレール付標準ルーフ車にはツインムーンルーフが選択可能。
駆動方式は後のノアと違って後輪駆動である。2001年ノアの登場に伴い生産中止。
当時既に少なくなっていたMTのミニバンであり、4WDのディーゼルターボとガソリン2WD LDにラインナップされていた。

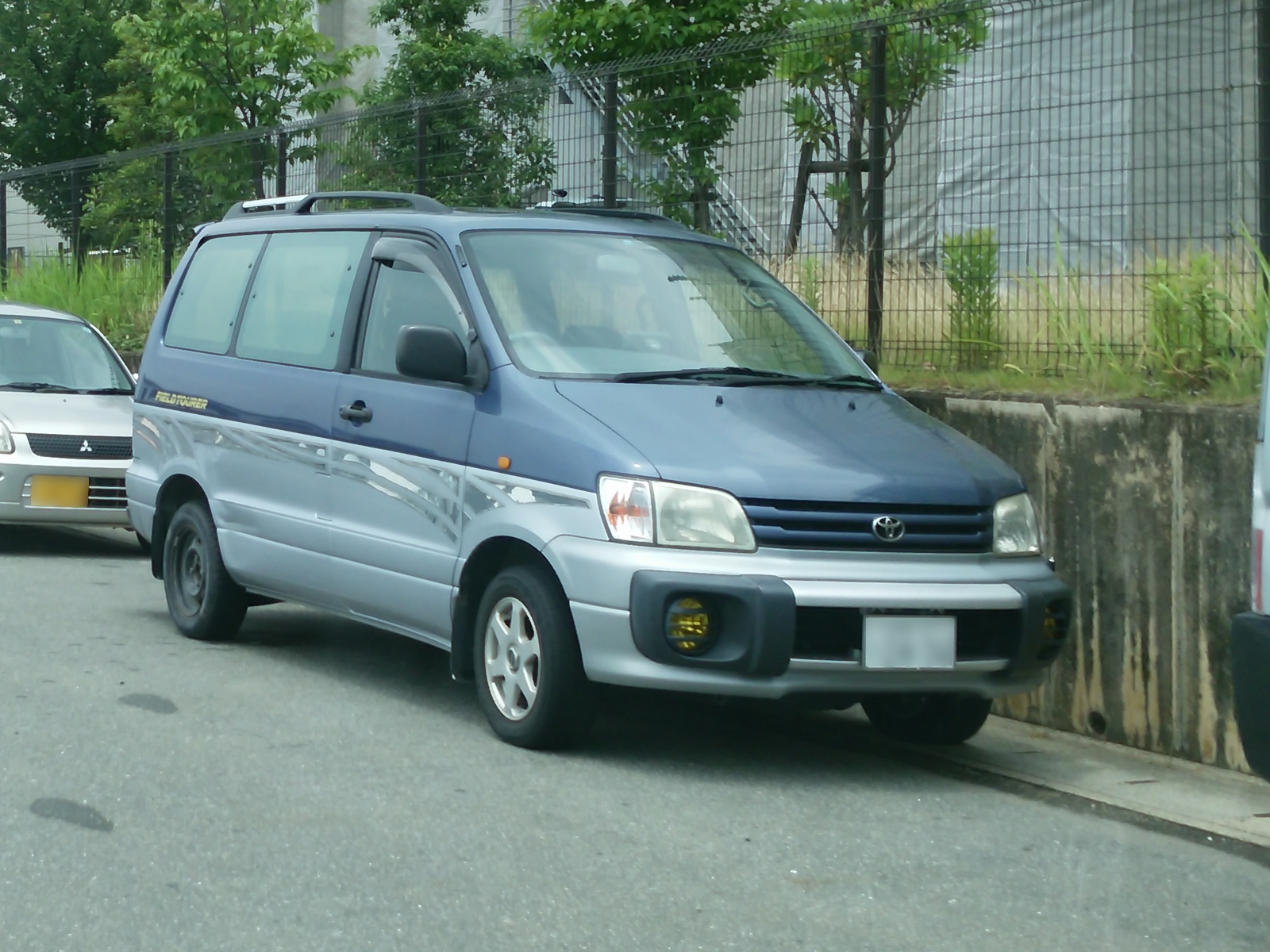
前期型 フィールドツアラー フロント
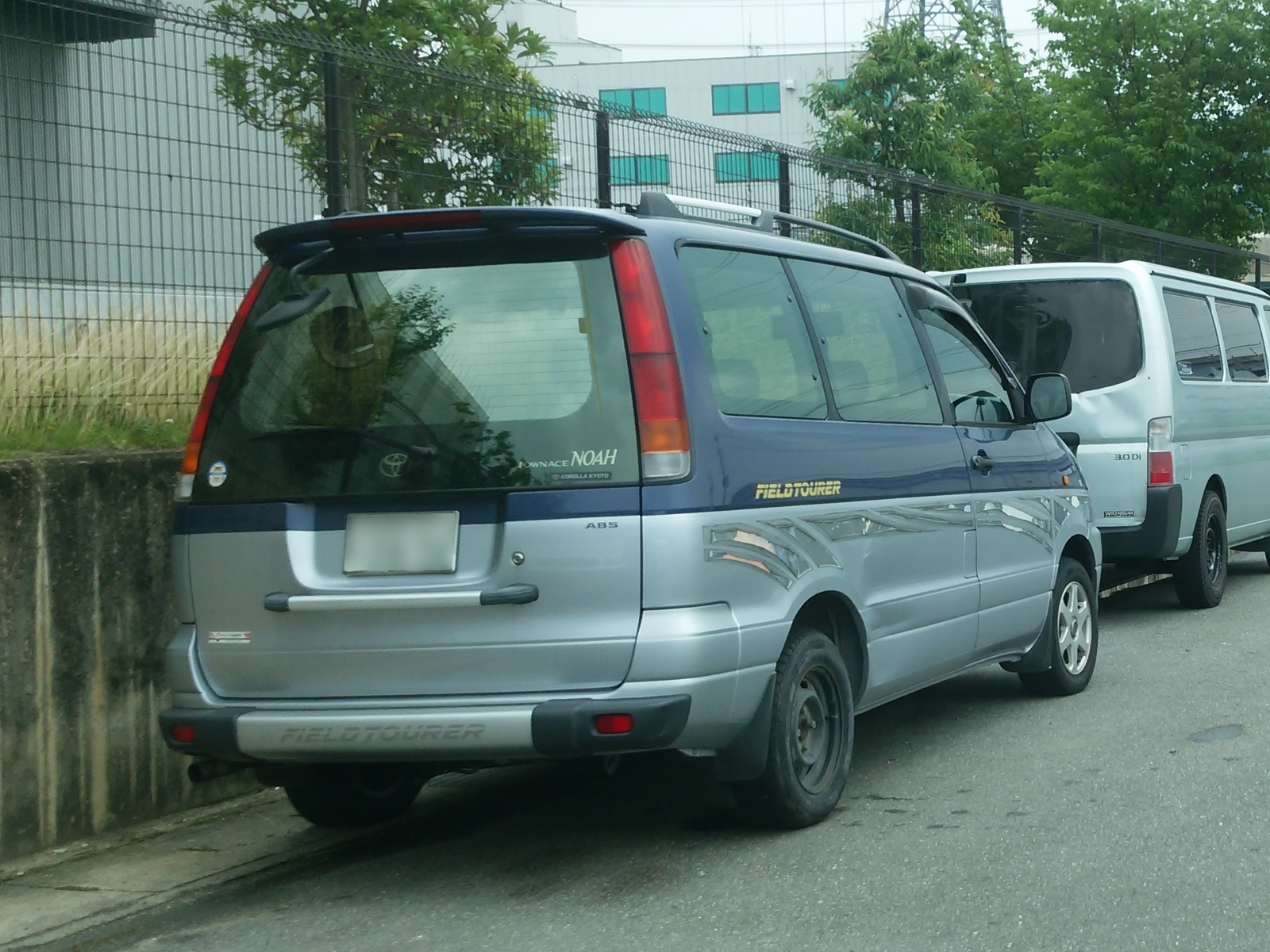
前期型 フィールドツアラー リア
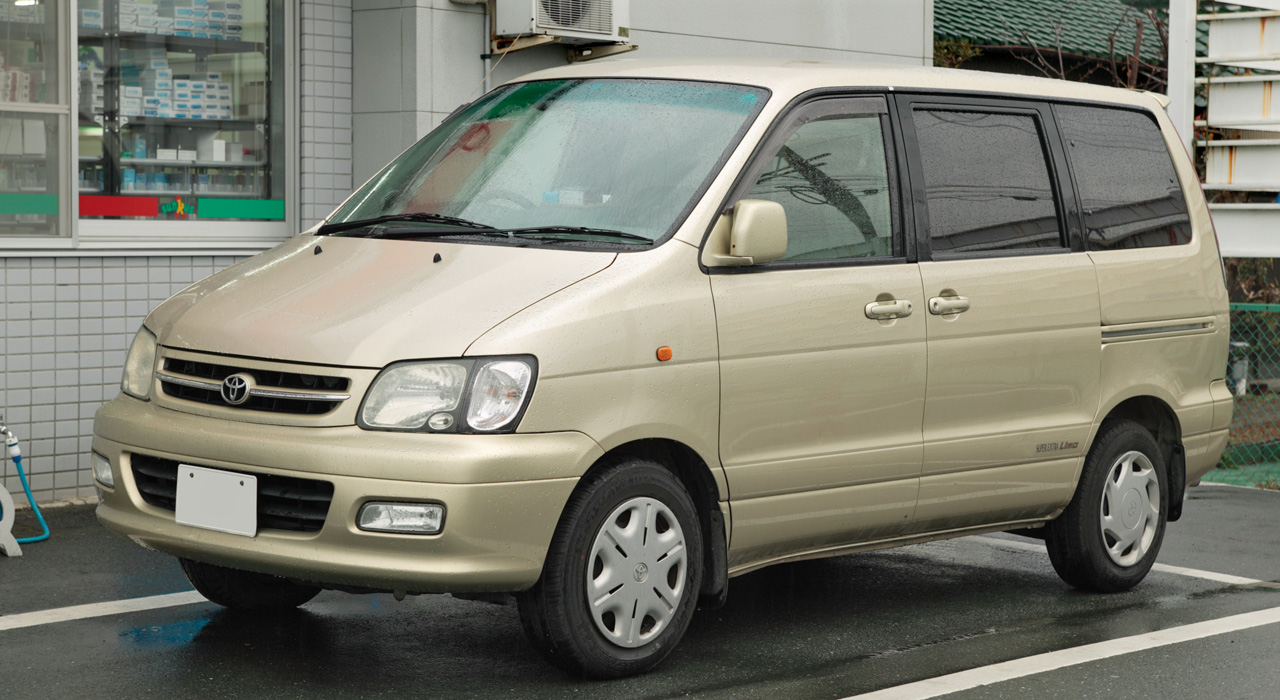
後期型 スーパーエクストラリモ フロント
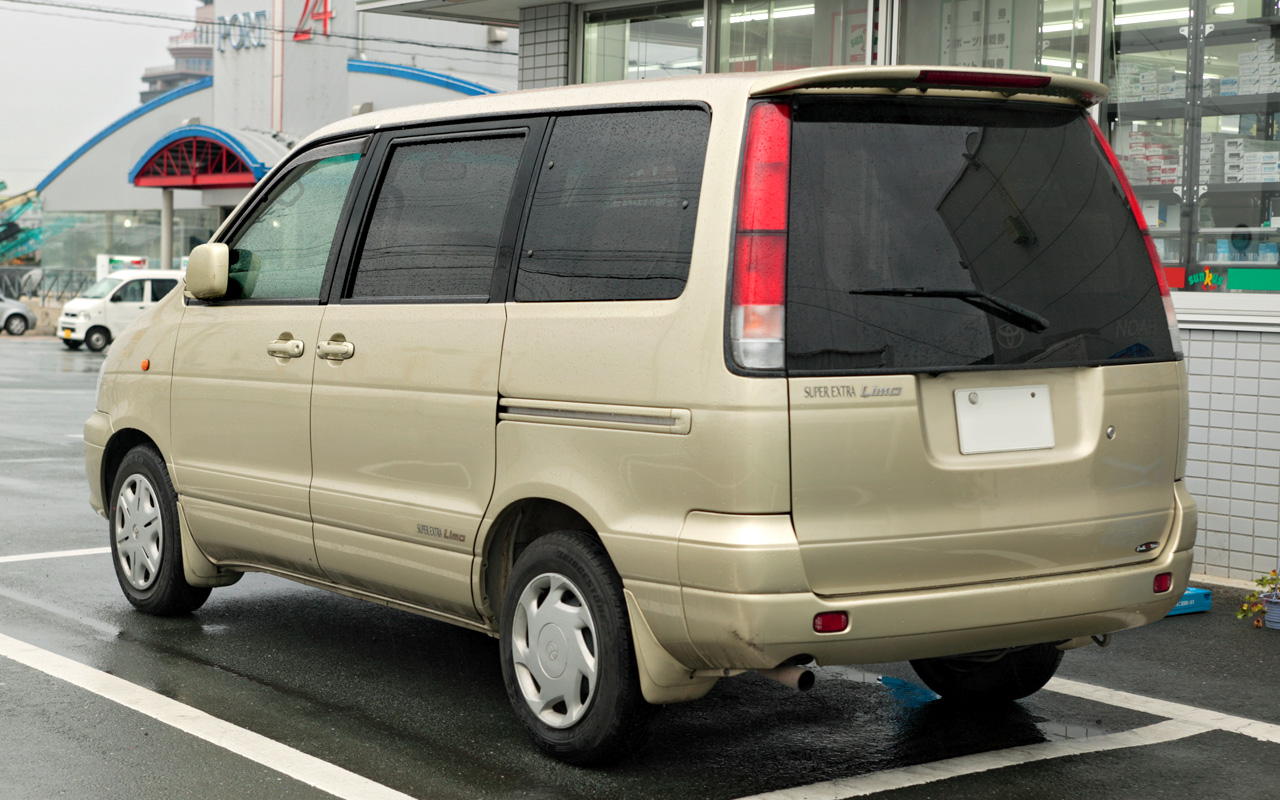
後期型 スーパーエクストラリモ リア
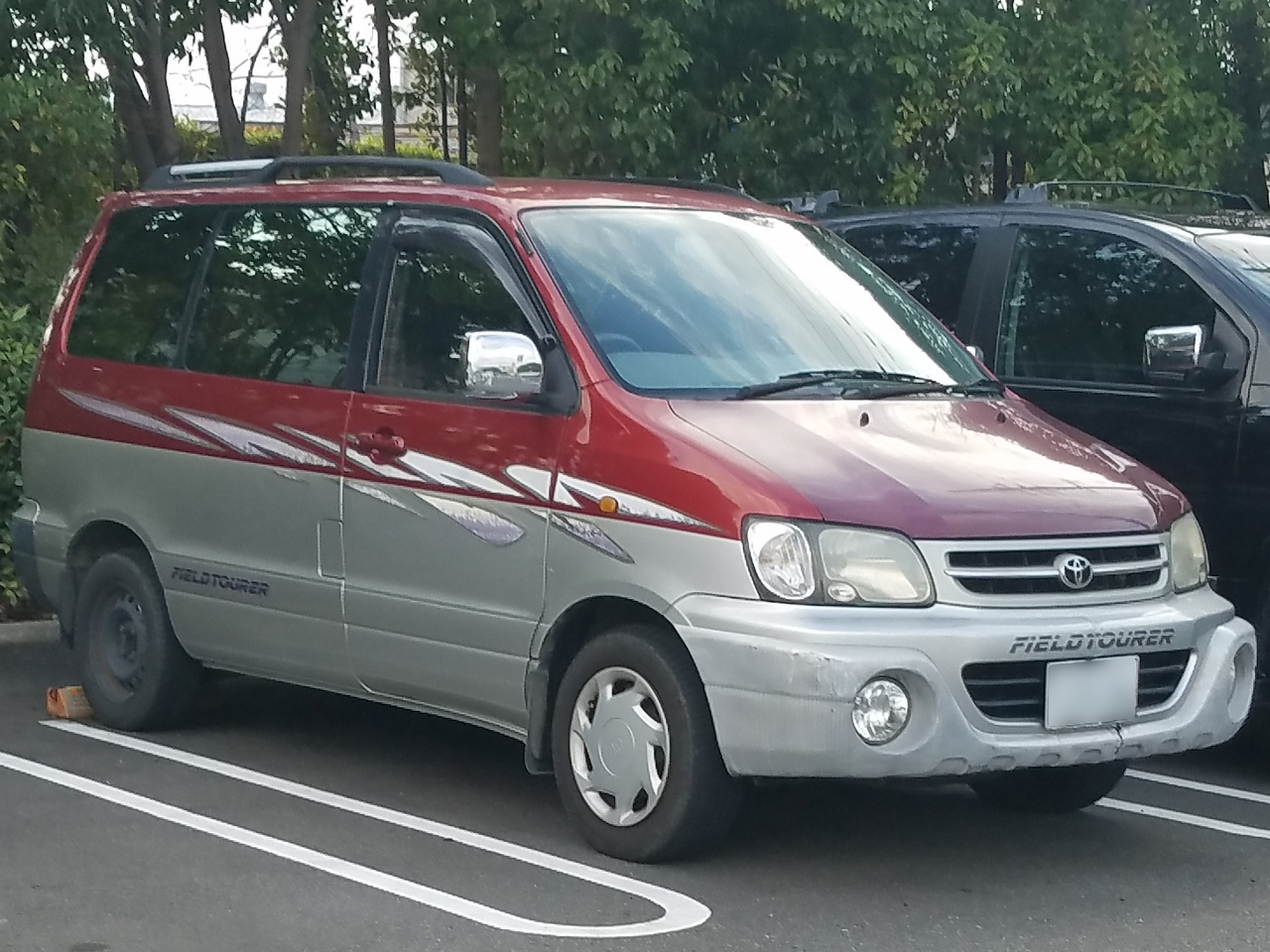
後期型 フィールドツアラー

## 歴史

### 初代 R40型（1996年 - 2001年）
1996年10月登場。商用のタウンエースと基本構造が同一である。ボディは先代のキャブオーバーから一転、セミキャブオーバーになる。衝突安全基準の見直しからクラッシャブルゾーンの確保が必須となり、エンジン搭載位置、前輪位置、キャビン前端は大幅な見直しとなった。衝突安全ボディーGOAが採用され、同時にノアとサブネームが着く。
1998年1月には一部改良を実施。ボディカラーを一部見直し、シート表皮を変更したほか、スーパーエクストラ、フィールドツアラーに前席アームレスト、オートエアコン、電動格納式ドアミラーを追加したセットオプション「Cパッケージ」が用意された。また、TECS特装車として専用エアロ、ビレットグリルなどが装着された「ロードツアラー」が設定された。
1998年12月にはマイナーチェンジを実施。前後ランプ、グリルなどの外装デザイン、インパネデザインが変更された。
ディーゼルエンジンはインタークーラー付の3C-TEに変更、このためディーゼル車のボンネットには冷却用エアインテークが装備された。
グレードは、前期モデルでTECS特装車として用意されていたエアロモデルの「ロードツアラー」が通常グレードに昇格、ロイヤルラウンジには従来の7人乗りに加えてスーパーエクストラ等と同じ8人乗りが選択可能となった。
フィールドツアラーは乗車定員の変更はないが、シート形状が他の8人乗りと異なっており、背もたれを倒すとテーブルとして使用できる等セカンドシートのアレンジが異なっていた。
2001年10月に生産終了。11月にはノアの登場に伴い販売終了。販売終了前月までの新車登録台数の累計は22万3852台。ノアはホンダ・ステップワゴンに対抗すべくヴォクシー（ライトエースノアの実質的な後継車）と共に2002年の発売を前倒ししての登場となった。